# Charles Pillet

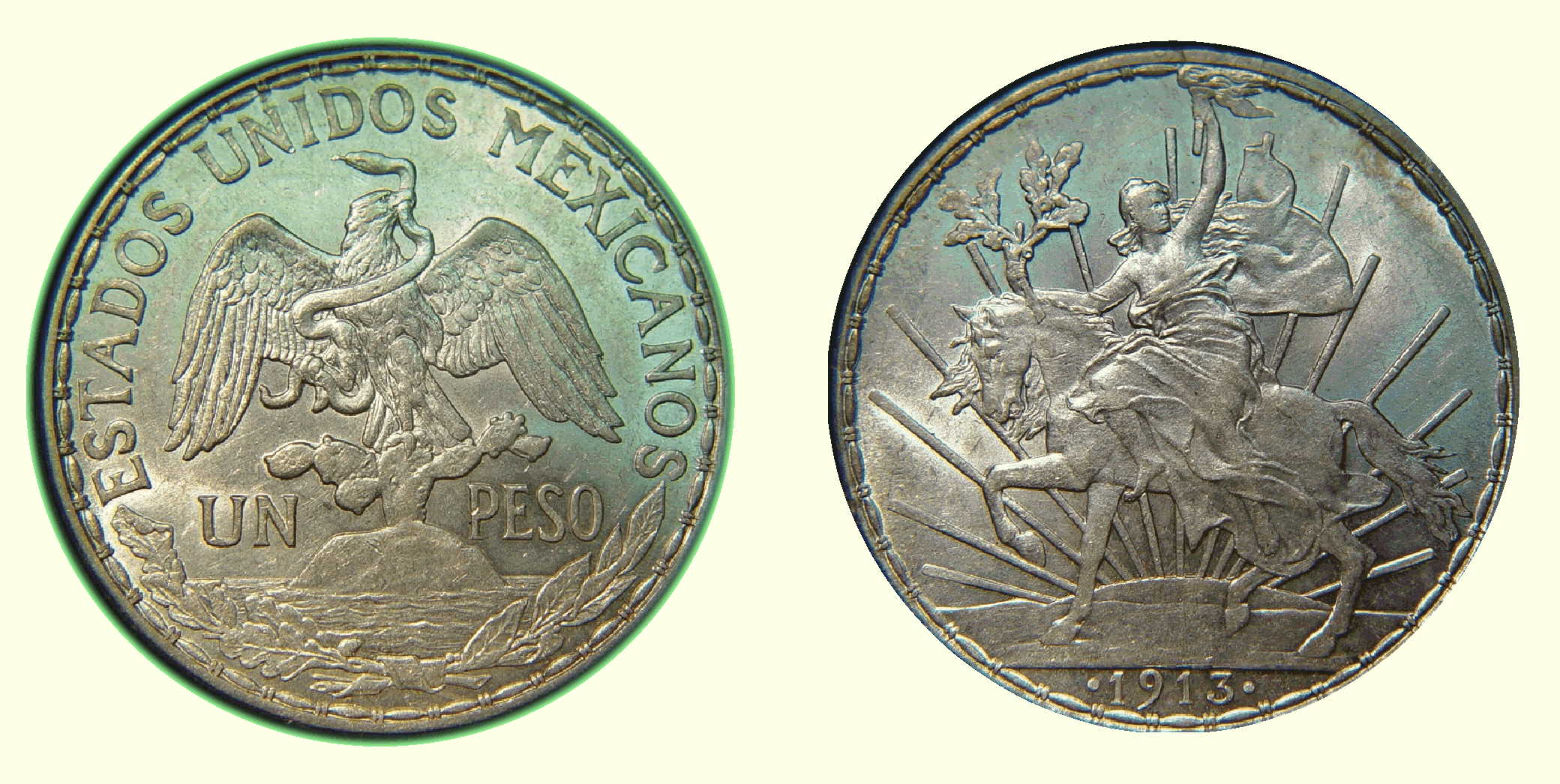
El anverso del llamado "Peso de Caballito" en México fue diseñado por Charles Pillet por encargo del gobierno mexicano para emitir en 1910 una moneda que conmemoraría el inicio de la Guerra de Independencia.

Charles Pillet, nacido en París en 1853, murió en 1935, fue un escultor y grabador de medallas francés.

## Datos biográficos
Charles Philippe Germain Aristide Pillet nació en París en el año 1853.
Alumno de le École nationale supérieure des beaux-arts de París , donde asistió a los talleres de Chapu y Chaplain.
Primer Grand Prix de Roma en grabado de medallas en el 1890.
El Museo del Louvre conserva una carta de Eugène Delacroix a Pillet

## Obras
Entre las mejores y más conocidas obras de Charles Pillet se incluyen las siguientes:
- Virgen con el Niño, estatua en la iglesia parroquial Saint-Pierre y Saint-Pau, en Bazelat (Creuse)[4] en escayola pintada.